# Mohammed El Berkani
Mohammed El Berkani (* 13. Dezember 1982 in Heerlen) ist ein niederländischer Fußballspieler.

## Karriere
In der Spielzeit 2006/07 spielte El Berkani, der mit marokkanischem Wurzeln hat, für den deutschen Zweitligisten FC Carl Zeiss Jena und wechselte nach der Saison zum Regionalligisten Sportfreunde Siegen. Ab Juli 2008 war er beim Drittligisten FC Erzgebirge Aue unter Vertrag, dort wurde er zur Saison 2009/10 ausgemustert. Am 3. August 2009 wurde sein Vertrag aufgelöst. Danach wechselte er zum CS Visé nach Belgien.
Nach weiteren Stationen beendete er seine Profikarriere. Ab 2016 begann er, das U19-Trainingsteam von EHC Hoensbroek zu unterstützen, um Praxiserfahrung für eine Trainerausbildung zu sammeln.